# 오드 (음악 그룹)
오드는 대한민국의 음악 그룹이다. 2019년 EP 앨범 [to youth]로 데뷔했다.

## 방송
- 락쿵 (2022) - Top47

## 음반
- [EP] to youth (2019)
- [EP] blues (2020)
- [Single] obsession (2020)
- [Single] escape (2020)
- [EP] colors (2022)
- [Single] finale (2023)
- [EP] pieces (2024)